# Монако на літніх Олімпійських іграх 2000
Монако на літніх Олімпійських іграх 2000 було представлене 4 спортсмени в 4 видах спорту.

## Склад олімпійської збірної Монако

### Дзюдо
- Тьєррі Ватрікан

зайняла 17 місце.

### Плавання
Спортсменів — 1
У наступний раунд на кожній дистанції проходили найкращі спортсмени за часом, незалежно від місця зайнятого у своєму запливі.
Чоловіки
| Спортсмен    | Змагання   | Попередні запливи | Попередні запливи | Півфінали  | Півфінали  | Фінал      | Фінал      |
| Спортсмен    | Змагання   | Результат         | Місце             | Результат  | Місце      | Результат  | Місце      |
| ------------ | ---------- | ----------------- | ----------------- | ---------- | ---------- | ---------- | ---------- |
| Сільвен Форі | 100 м брас | 1:05,51           | 51                | Не пройшов | Не пройшов | Не пройшов | Не пройшов |

### Стрільба
Спортсменів — 1
Після кваліфікації найкращі спортсмени за очками проходили до фіналу, де продовжували з очками, набраними у кваліфікації. У деяких дисциплінах кваліфікація не проводилася. Там спортсмени виявляли найсильнішого за один раунд.
Жінки
| Спортсмен            | Змагання        | Кваліфікація | Місце | Фінал         | Місце         | Всього | Місце |
| -------------------- | --------------- | ------------ | ----- | ------------- | ------------- | ------ | ----- |
| Фаб'єн Діато-Пасетті | Гвинтівка, 10 м | 387          | 41    | Чи не пройшла | Чи не пройшла | 387    | 41    |

### Тхеквондо
- Олівер Бернасконі

За підсумками змагань посів 9 місце.